# 屈到
屈到（？—？），羋姓，屈氏，名到，字子夕，中国春秋時期楚國的莫敖。車右屈蕩之子，其子屈建亦為莫敖。
前558年，楚康王封屈到為莫敖，同時封公子午為令尹，公子罷戎為右尹，蒍子馮為大司馬，公子橐師為右司馬，公子成為左司馬，公子追舒為箴尹，屈蕩（非屈到父）為連尹，養由基為宮廄尹。